# Procesul uncinat al etmoidului
Procesul uncinat al etmoidului (Processus uncinatus ossis ethmoidalis) este o lamelă osoasă subțire și oblică, în formă de seceră, care se desprinde de pe fața medială a labirintului osului etmoidal, sub cornetul mijlociu. Străbate meatul mijlociu în jos și înapoi și se articulează cu procesul etmoidal al cornetului inferior și parțial închide orificiul sinusului maxilar.